# Marshland (Oregon)
Marshland (korábban Skunk Cabbage Flat) az Amerikai Egyesült Államok északnyugati részén, Oregon állam Columbia megyéjében elhelyezkedő önkormányzat nélküli település.
Első lakosa Z. B. Bryant volt 1862-ben. A posta 1873 körül nyílt meg és 1960-ban zárt be.

## Fordítás
- Ez a szócikk részben vagy egészben  a   Marshland, Oregon című angol Wikipédia-szócikk ezen változatának fordításán alapul.  Az eredeti cikk szerkesztőit annak laptörténete sorolja fel. Ez a jelzés csupán a megfogalmazás eredetét és a szerzői jogokat jelzi, nem szolgál a cikkben szereplő információk forrásmegjelöléseként.